# Annabel Chung
Annabel Chung é uma personagem fictício do livro e do filme 007 contra o Satânico Dr. No (Dr. No), primeiro filme da franquia cinematográfica do espião britânico James Bond 007, criado por Ian Fleming.

## Características
Uma fotógrafa trabalhando como capanga do Dr. No em Kingston, na Jamaica, no filme é uma personagem sem nome; seu nome, Annabel Chung, é citado apenas no livro original de Fleming.[carece de fontes?]

## No filme
Quando Bond chega à Jamaica para investigar o desaparecimento do agente do MI-6 e sua secretária no país, é surpreendido no aeroporto por uma fotógrafa insistente que tenta a todo custo fotografar seu rosto, o que não consegue. De noite, no clube em que ele se encontra com o agente da CIA Felix Leiter e seu ajudante Quarrel, ela aparece novamente e consegue fotografá-lo. Bond então manda Quarrel segurá-la antes que escape e a traz para a mesa. Ela é interrogada pelo homens mas em fúria se recusa a dar qualquer resposta e ainda os ameaça. Num dado momento, quebra o bulbo da lâmpada do flash e o esmaga no rosto de Quarrel, que sangra. Mesmo ameaçada de ter um braço quebrado se não responder para quem trabalha, ela se recusa e Bond então a manda embora, impressionado com quem tem o poder de deixá-la tão apavorada que prefere ser machucada a entregar seu chefe.

## Atriz
Esta foi a única aparição de Marguerite LeWars no cinema. Ela, que não é atriz profissional, na época das filmagens era a Miss Jamaica 1962 e trabalhava para a BOAC no Aeroporto Internacional de Kingston, onde foi avistada pelo diretor Terence Young e convidada para participar de Dr. No.  Sem experiência, a princípio ela recusou o convite, mesmo depois de receber um perfume caro de presente junto com um contrato, mas resolveu conhecer os produtores e o elenco diante da insistência. Informada que seu papel seria o de Miss Taro, uma sedutora agente dupla do Dr. Julius No, recusou-se terminantemente a fazer a personagem, quando leu no roteiro que Miss Taro tinha cenas enrolada numa toalha, deitada numa cama e aos beijos com um estranho, porque seus pais não iam gostar. Acabou então ficando com o papel da fotógrafa capanga do vilão, que no filme não tem nome e é apresentada nos créditos apenas como "A Fotógrafa", mas no livro original tem o nome de Annabel Chung.
LeWars tem a distinção histórica de ser a primeira vilã a aparecer em cena num filme de James Bond.